# David Warren
David Warren é um cineasta e encenador americano, que trabalha frequentemente com o teatro.